# James Bailey
James L. "Jammin' James" Bailey (Dublin, Georgia, 21 de mayo de 1957) es un exjugador de baloncesto estadounidense que disputó 9 temporadas en la NBA. Con 2,05 metros de estatura, jugaba en la posición de ala-pívot.

## Trayectoria deportiva

### Universidad
Jugó durante cuatro temporadas con los Scarlet Knights de la Universidad Rutgers. En su primera temporada su equipo protagonizó una fase regular perfecta, ganando los 31 partidos disputados, alcanzando la Final Four de la División I de la NCAA, pero perdieron en las semifinales ante la Universidad de Míchigan y el partido por el tercer y cuarto puesto ante UCLA.
Fue un jugador que destacó sobre todo por sus mates, liderando a su equipo en esta especialidad en su segunda temporada con 88 y en la tercera con 116. En el total de su carrera universitaria promedió 16,7 puntos y 8,8 rebotes por partido. Fue elegido All-American en 1978, y su camiseta con el número 20 fue retirada por Rutgers en 1993.

### Profesional
Fue elegido en la sexta posición del Draft de la NBA de 1979 por Seattle Supersonics, donde en su primera temporada, saliendo desde el banquillo, promedió 4,7 puntos y 2,9 rebotes. Al año siguiente, en la temporada 1980-81, conseguiría un puesto en el cinco inicial, jugando su mejor campaña de las nueve que disputó como profesional. Promedió 14,0 puntos y 7,4 rebotes por partido, segundo del equipo tras Jack Sikma. Ese año además también destacó en el aspecto negativo, siendo el segundo jugador de la liga al que más faltas personales le señalizaron, con 332, 4 por partido.
Poco después de iniciarse la temporada 1981-82, fue traspasado a New Jersey Nets, donde ejerció como suplente de Buck Williams. Cada vez con menos minutos de juego, nada más comenzar la temporada siguiente fue traspasado a Houston Rockets, donde recuperó la titularidad, jugando al lado del gran Elvin Hayes. Ese año promedió en Houston 14,1 puntos y 6,8 rebotes, siendo el segundo mejor anotador del equipo. Pero todo cambió en la temporada siguiente. Con la llegada de Ralph Sampson a los Rockets, vio de nuevo reducidos sus minutos de juego, siendo traspasado al finalizar la misma a New York Knicks.
En su primera temporada en la Gran Manzana se repartió los minutos de juego con Ken Bannister, acabando con unos buenos promedios de 11,1 puntos y 7,0 rebotes por encuentro. Pero al año siguiente las lesiones hicieron mella en su juego, perdiéndose casi la mitad de la temporada, siendo traspasado a New Jersey Nets donde tuvo el mismo problema, disputando apenas 34 partidos. En la temporada 1987-88 firmó con Phoenix Suns como agente libre, pero su aportación al equipo fue más bien escasa, retirándose al acabar la misma, con 30 años de edad. En el total de su trayectoria como profesional promedió 8,8 puntos y 5,0 rebotes por partido.

#### Estadísticas

##### Temporada regular
| Temporada | Edad | Equipo              | Liga | P   | TIT | MIN  | TC  | TCA  | %TC  | 3P  | 3PA | %3P  | TL  | TLA | %TL   | R.OF. | R.DEF. | REB | ASIS | ROB | TAP | PER | FP  | PTS  |
| 1979-80   | 22   | Seattle SuperSonics | NBA  | 67  |     | 10.8 | 1.8 | 4.0  | .450 | 0.0 | 0.0 |      | 1.0 | 1.5 | .673  | 1.1   | 1.9    | 2.9 | 0.4  | 0.3 | 0.8 | 1.2 | 1.7 | 4.7  |
| 1980-81   | 23   | Seattle SuperSonics | NBA  | 82  |     | 31.0 | 5.4 | 10.8 | .499 | 0.0 | 0.0 | .500 | 3.1 | 4.4 | .709  | 2.3   | 5.1    | 7.4 | 1.2  | 0.9 | 1.7 | 2.7 | 4.0 | 14.0 |
| 1981-82   | 24   | TOTAL               | NBA  | 77  | 0   | 19.1 | 3.4 | 6.6  | .517 | 0.0 | 0.0 |      | 1.8 | 2.9 | .612  | 1.6   | 3.4    | 5.1 | 0.8  | 0.5 | 1.1 | 1.8 | 3.5 | 8.6  |
| 1981-82   | 24   | Seattle SuperSonics | NBA  | 10  | 0   | 18.0 | 3.1 | 6.5  | .477 | 0.0 | 0.0 |      | 0.4 | 1.1 | .364  | 1.7   | 3.1    | 4.8 | 1.3  | 0.3 | 0.7 | 1.9 | 4.2 | 6.6  |
| 1981-82   | 24   | New Jersey Nets     | NBA  | 67  | 0   | 19.2 | 3.4 | 6.6  | .523 | 0.0 | 0.0 |      | 2.0 | 3.2 | .624  | 1.6   | 3.5    | 5.1 | 0.8  | 0.6 | 1.1 | 1.8 | 3.4 | 8.9  |
| 1982-83   | 25   | TOTAL               | NBA  | 75  | 39  | 23.5 | 5.1 | 10.3 | .497 | 0.0 | 0.0 | .000 | 3.0 | 4.3 | .702  | 2.3   | 4.0    | 6.3 | 0.9  | 0.6 | 0.8 | 2.6 | 3.6 | 13.3 |
| 1982-83   | 25   | New Jersey Nets     | NBA  | 6   | 0   | 8.3  | 1.5 | 3.0  | .500 | 0.0 | 0.0 |      | 0.3 | 0.3 | 1.000 | 0.5   | 0.5    | 1.0 | 0.3  | 0.2 | 0.2 | 1.0 | 2.5 | 3.3  |
| 1982-83   | 25   | Houston Rockets     | NBA  | 69  | 39  | 24.9 | 5.4 | 11.0 | .497 | 0.0 | 0.0 | .000 | 3.2 | 4.6 | .700  | 2.4   | 4.3    | 6.8 | 0.9  | 0.6 | 0.9 | 2.8 | 3.7 | 14.1 |
| 1983-84   | 26   | Houston Rockets     | NBA  | 73  | 0   | 16.1 | 3.5 | 7.1  | .491 | 0.0 | 0.0 | .000 | 1.9 | 2.6 | .719  | 1.4   | 2.6    | 4.0 | 1.1  | 0.5 | 0.5 | 1.4 | 2.7 | 8.8  |
| 1984-85   | 27   | New York Knicks     | NBA  | 74  | 28  | 17.5 | 2.1 | 4.7  | .447 | 0.0 | 0.0 | .000 | 1.0 | 1.5 | .676  | 1.6   | 3.0    | 4.6 | 0.5  | 0.4 | 0.7 | 1.4 | 3.9 | 5.2  |
| 1985-86   | 28   | New York Knicks     | NBA  | 48  | 36  | 25.9 | 4.2 | 9.2  | .456 | 0.0 | 0.1 | .000 | 2.7 | 3.5 | .772  | 2.1   | 4.8    | 7.0 | 1.0  | 0.7 | 0.8 | 2.1 | 4.3 | 11.1 |
| 1986-87   | 29   | New Jersey Nets     | NBA  | 34  | 2   | 15.9 | 3.3 | 7.0  | .469 | 0.0 | 0.0 |      | 1.7 | 2.4 | .725  | 1.4   | 2.6    | 4.0 | 0.6  | 0.4 | 0.7 | 1.6 | 3.5 | 8.3  |
| 1987-88   | 30   | Phoenix Suns        | NBA  | 65  | 0   | 13.4 | 1.7 | 3.7  | .452 | 0.0 | 0.1 | .000 | 1.1 | 1.4 | .787  | 1.1   | 2.1    | 3.2 | 0.6  | 0.3 | 0.4 | 1.1 | 2.8 | 4.4  |
| Total     |      |                     | NBA  | 595 | 105 | 19.5 | 3.4 | 7.1  | .484 | 0.0 | 0.0 | .077 | 1.9 | 2.8 | .703  | 1.7   | 3.3    | 5.0 | 0.8  | 0.5 | 0.9 | 1.8 | 3.3 | 8.8  |

##### Playoffs
| Temporada | Edad | Equipo              | Liga | P  | MIN | TCA | TC | 3PA | 3P | TLA | TL | R.OF. | REB | ASIS | ROB | TAP | PER | FP | PTS | %TC  | %3P | %FT   | MIN  | PTS | REB | AST |
| 1979-80   | 22   | Seattle Supersonics | NBA  | 12 | 138 | 21  | 44 | 0   | 0  | 13  | 20 | 8     | 25  | 5    | 9   | 9   | 9   | 22 | 55  | .477 |     | .650  | 11.5 | 4.6 | 2.1 | 0.4 |
| 1981-82   | 24   | New Jersey Nets     | NBA  | 2  | 26  | 1   | 3  | 0   | 0  | 2   | 2  | 2     | 6   | 1    | 2   | 1   | 3   | 5  | 4   | .333 |     | 1.000 | 13.0 | 2.0 | 3.0 | 0.5 |
| Total     |      |                     | NBA  | 14 | 164 | 22  | 47 | 0   | 0  | 15  | 22 | 10    | 31  | 6    | 11  | 10  | 12  | 27 | 59  | .468 |     | .682  | 11.7 | 4.2 | 2.2 | 0.4 |